# Damernas dubbelsculler i rodd vid olympiska sommarspelen 2020
Damernas dubbelsculler i rodd vid olympiska sommarspelen 2020 avgjordes mellan den 23–28 juli 2021 i Tokyo.
Det var 12:e gången damernas dubbelsculler fanns med som en gren vid OS. Grenen har varit med i varje upplaga av olympiska sommarspelen sedan 1976.

## Schema
Alla tiderna är UTC+9.
| Datum               | Tid   | Omgång        |
| ------------------- | ----- | ------------- |
| Fredag 23 juli 2021 | 11:00 | Försöksheat   |
| Lördag 24 juli 2021 | 9:00  | Återkval      |
| Söndag 25 juli 2021 | 12:20 | Semifinal A/B |
| Onsdag 28 juli 2021 | 8:10  | Final B       |
| Onsdag 28 juli 2021 | 9:18  | Final A       |

## Resultat

### Försöksheat
De tre första i varje försöksheat gick vidare till semifinal medan övriga gick till återkvalet.

#### Försöksheat 1
| Placering | Bana | Roddare                                    | Land        | Tid     | Noteringar |
| --------- | ---- | ------------------------------------------ | ----------- | ------- | ---------- |
| 1         | 3    | Brooke Donoghue Hannah Osborne             | Nya Zeeland | 6.53,62 | Q          |
| 2         | 1    | Kristina Wagner Genevra Stone              | USA         | 6.55,65 | Q          |
| 3         | 4    | Helene Lefebvre Elodie Ravera-Scaramozzino | Frankrike   | 6.57,83 | Q          |
| 4         | 2    | Shuangmei Shen Xiaoxin Liu                 | Kina        | 7.03,78 | R          |
| 5         | 5    | Kristyna Fleissnerova Lenka Antosova       | Tjeckien    | 7.05,56 | R          |

#### Försöksheat 2
| Placering | Bana | Roddare                                   | Land     | Tid     | Noteringar |
| --------- | ---- | ----------------------------------------- | -------- | ------- | ---------- |
| 1         | 3    | Nicoleta-Ancuţa Bodnar Simona Radis       | Rumänien | 6.49,79 | Q          |
| 2         | 4    | Gabrielle Smith Jessica Sevick            | Kanada   | 6.57,69 | Q          |
| 3         | 1    | Alessandra Patelli Chiara Ondoli          | Italien  | 6.59,58 | Q          |
| 4         | 2    | Ekaterina Pitirimova Ekaterina Kurochkina | ROC      | 7,03,96 | R          |

#### Försöksheat 3
| Placering | Bana | Roddare                            | Land          | Tid     | Noteringar |
| --------- | ---- | ---------------------------------- | ------------- | ------- | ---------- |
| 1         | 4    | Roos de Jong Lisa Scheenaard       | Nederländerna | 6.49,90 | Q          |
| 2         | 3    | Donata Karaliene Milda Valciukaite | Litauen       | 6.50,38 | Q          |
| 3         | 1    | Amanda Bateman Tara Rigney         | Australien    | 6.53,30 | Q          |
| 4         | 2    | Annekatrin Thiele Leonie Menzel    | Tyskland      | 6.59,61 | R          |

### Återkval
De tre första i återkvalet gick vidare till semifinal medan fyran blev utslagen.
| Placering | Bana | Roddare                                   | Land     | Tid     | Noteringar |
| --------- | ---- | ----------------------------------------- | -------- | ------- | ---------- |
| 1         | 4    | Ekaterina Pitirimova Ekaterina Kurochkina | ROC      | 7.13,77 | Q          |
| 2         | 2    | Annekatrin Thiele Leonie Menzel           | Tyskland | 7.14,92 | Q          |
| 3         | 3    | Kristyna Fleissnerova Lenka Antosova      | Tjeckien | 7.16,96 | Q          |
| 4         | 1    | Shuangmei Shen Xiaoxin Liu                | Kina     | 7.21,93 |            |

### Semifinaler
De tre första i varje semifinal gick vidare till final A, medan övriga gick till final B 

#### Semifinal A/B 1
| Placering | Bana | Roddare                                   | Land        | Tid     | Noteringar |
| --------- | ---- | ----------------------------------------- | ----------- | ------- | ---------- |
| 1         | 3    | Nicoleta-Ancuţa Bodnar Simona Radis       | Rumänien    | 7.04,31 | FA         |
| 2         | 5    | Brooke Donoghue Hannah Osborne            | Nya Zeeland | 7.09,05 | FA         |
| 3         | 2    | Donata Karaliene Milda Valciukaite        | Litauen     | 7.11,29 | FA         |
| 4         | 4    | Alessandra Patelli Chiara Ondoli          | Italien     | 7.19,25 | FB         |
| 5         | 6    | Kristyna Fleissnerova Lenka Antosova      | Tjeckien    | 7.24,22 | FB         |
| 6         | 1    | Ekaterina Pitirimova Ekaterina Kurochkina | ROC         | 7.24,37 | FB         |

#### Semifinal A/B 2
| Placering | Bana | Roddare                                    | Land          | Tid     | Noteringar |
| --------- | ---- | ------------------------------------------ | ------------- | ------- | ---------- |
| 1         | 3    | Roos de Jong Lisa Scheenaard               | Nederländerna | 7.08,09 | FA         |
| 2         | 2    | Gabrielle Smith Jessica Sevick             | Kanada        | 7.09,44 | FA         |
| 3         | 4    | Kristina Wagner Genevra Stone              | USA           | 7.11,14 | FA         |
| 4         | 1    | Helene Lefebvre Elodie Ravera-Scaramozzino | Frankrike     | 7.12,68 | FB         |
| 5         | 5    | Amanda Bateman Tara Rigney                 | Australien    | 7.15,25 | FB         |
| 6         | 6    | Annekatrin Thiele Leonie Menzel            | Tyskland      | 7.20,44 | FB         |

### Finaler

#### Final B
| Placering | Bana | Roddare                                    | Land       | Tid     | Noteringar |
| --------- | ---- | ------------------------------------------ | ---------- | ------- | ---------- |
| 7         | 2    | Amanda Bateman Tara Rigney                 | Australien | 6.57,71 |            |
| 8         | 3    | Helene Lefebvre Elodie Ravera-Scaramozzino | Frankrike  | 6.58,52 |            |
| 9         | 4    | Alessandra Patelli Chiara Ondoli           | Italien    | 6.58,88 |            |
| 10        | 5    | Kristyna Fleissnerova Lenka Antosova       | Tjeckien   | 6.59,19 |            |
| 11        | 1    | Annekatrin Thiele Leonie Menzel            | Tyskland   | 7.01,21 |            |
| 12        | 6    | Ekaterina Pitirimova Ekaterina Kurochkina  | ROC        | 7.01,83 |            |

#### Final A
| Placering | Bana | Roddare                             | Land          | Tid     | Noteringar |
| --------- | ---- | ----------------------------------- | ------------- | ------- | ---------- |
| 1         | 4    | Nicoleta-Ancuţa Bodnar Simona Radis | Rumänien      | 6.41,03 | 0OR0       |
| 2         | 5    | Brooke Donoghue Hannah Osborne      | Nya Zeeland   | 6.44,82 |            |
| 3         | 3    | Roos de Jong Lisa Scheenaard        | Nederländerna | 6.45,73 |            |
| 4         | 1    | Donata Karaliene Milda Valciukaite  | Litauen       | 6.47,44 |            |
| 5         | 6    | Kristina Wagner Genevra Stone       | USA           | 6.52,98 |            |
| 6         | 2    | Gabrielle Smith Jessica Sevick      | Kanada        | 6.53,19 |            |